# 3802-es mellékút (Magyarország)
A 3802-es számú mellékút egy bő 12 kilométeres hosszúságú, négy számjegyű mellékút, nagyrészt Borsod-Abaúj-Zemplén vármegye keleti részén, átnyúlva egy egészen rövid szakasz erejéig Szabolcs-Szatmár-Bereg vármegye területére is. Fő funkciója szerint Olaszliszkától indulva tárná fel a Bodrogköz nyugati részén fekvő községeket, de állapota miatt szerepe nem jelentős a térség közlekedésében.

## Nyomvonala
A 3801-es útból ágazik ki, annak a 10+100-as kilométerszelvénye közelében, Olaszliszka központjában, kevesebb, mint 100 méterre a 3721-es útnak a 3801-esbe való becsatlakozásától. Dél-délnyugat felé indul, de szinte azonnal délkeletnek kanyarodik, és így éri el a Bodrog jobb partját. Komp visz át a folyó túlsó partjára, ahonnan az út változatlan irányban folytatódik, körülbelül egy kilométeren át. 1,3 kilométer után keletnek fordul, de hamarosan újból délebbi irányt vesz, a Bodrog szabályozása után visszamaradt holtágak közt kanyarogva, részben azok vonalvezetését kísérve-követve.
A 4+650-es kilométerszelvénye táján lép át Viss határai közé, e község első házait a hetedik kilométere közelében éri el. A kis faluban a belterület déli részén húzódik végig – alig több mint fél kilométer hosszan –, a központig a Szabadság út, onnan keletebbre a Kossuth Lajos út nevet viselve.
8,3 kilométer után már Kenézlő területén jár, alig fél kilométerrel arrébb pedig az első házait is eléri, ahol a Rózsa Ferenc út nevet veszi fel. A központban, a 9+650-es kilométerszelvénye táján kiágazik belőle nyugatnak, Zalkod felé a 38 114-es számú mellékút, és nem sokkal ezután a neve is megváltozik, a keleti falurészben már Aradi út néven húzódik. 11,5 kilométer után lép ki a belterületről, utolsó néhány méterét pedig már a nyírségi Balsa határai közt teljesíti; véget is így ér, egy delta csomóponttal beletorkollva a 3803-as útba, annak 16+300-as kilométerszelvénye táján.
Teljes hossza, az országos közutak térképes nyilvántartását szolgáló kira.kozut.hu adatbázisa szerint 12,406 kilométer.

## Települések az út mentén
- Olaszliszka
- Viss
- Kenézlő
- (Balsa)

## Története
A Kartográfiai Vállalat 1990-es kiadású Magyarország autóatlasza az északnyugati felét (nagyjából a Viss belterületének nyugati széléig tartó szakaszt) földútként útként tünteti fel, s a fennmaradó része is csak gyengébb burkolatminőségű, portalanított útként szerepel az atlasz térképén. Kétséges, hogy funkcionált-e valaha is teljes hosszában kiépített, szilárd burkolatú útként, hiszen hosszú szakaszai húzódnak olyan területen, ahol a Bodrog és a Tisza árvizei egyaránt veszélyeztethették; az olaszliszkai komptól Vissig terjedő szakasz a Google Utcakép felvételein sem látható, virtuális bejárására nincs lehetőség.